# Neiba
Neiba (también denominado Neyba[cita requerida]) es un municipio de la República Dominicana, que está situado en la provincia de Bahoruco.

## Toponimia
Neyba, palabra taína que en español significa Tierra Blanca, según afirma el escritor francés Moreau de Saint-Méry en su Obra “Descripción de la Parte Española de Santo Domingo”. El escritor residió en la isla en el siglo XVIII, y asegura que Neyba, es de voz nativa, y era utilizada para señalar al valle, las sierras, los ríos y la bahía.

## Localización
Conocida como la “Ciudad y Capital de la Uva”, es la capital de la provincia de Bahoruco en el valle del mismo nombre, en el suroeste de la República Dominicana y se encuentra a 180 kilómetros al oeste de la capital nacional, Santo Domingo, cerca de la orilla del lago Enriquillo, el lago más grande del Caribe.

## Geografía
El municipio se encuentra situada en la región suroeste de la República Dominicana, cercana a la Sierra de Bahoruco, que es una prolongación de la Sierra Haitiana de Masif de la Selle, la cual llega al territorio del municipio por la Península de Tiburón y se dirige hacia el este en distintas estribaciones, cruza varias provincias y se dirige a las costas del país.

## Límites
Municipios limítrofes:
|                      | Norte: Vallejuelo |              |
| Oeste: Villa Jaragua |                   | Este: Galván |
|                      | Sur: Cristóbal    |              |

## Distritos municipales
Está formado por los distritos municipales de:
| Nombre    | Código   |
| --------- | -------- |
| Neiba     | 06030101 |
| El Palmar | 06030102 |

## Historia
Antes de la conquista y colonización de La Española, el lugar era un nitainato perteneciente al Cacicazgo de Jaragua.
Fundado en 1546 como villa a partir de un hato ganadero de la banda oeste, años después fue despoblada junto con la Villa de San Juan siendo refundada en 1735 cuando fue repoblada y sus vecinos disfrutaban de sus tierras que eran del distrito de Azua.
el 13 de marzo de 1844 tuvo lugar en el municipio un enfrentamiento entre tropas haitianas y dominicanas en la denominada Batalla del Bautismo de Sangre, celebrada en el ahora municipio de Galván, Provincia Bahoruco.
El municipio fue escenario también de las luchas restauradoras, donde se inició la primera jornada bélica con el asalto a la comandancia de Neyba, acción dirigida por Cayetano Velásquez.
Una Ley del Congreso Nacional del año 1942, elevó a Neyba a la categoría de cabecera de la Provincia de Bahoruco, siendo inaugurada el 18 de marzo de 1943, durante la época de Trujillo. Fecha que es celebrada el 10 de marzo por los moradores del lugar, pues fue en esta fecha que se hizo el anuncio.

### Historia del cultivo de la uva
El cultivo de la uva en República Dominicana data de la Época Colombina, iniciándose a partir del 2º Viaje de Cristóbal Colón a la Hispaniola o Santo Domingo. Sin embargo, la segunda etapa es en el 1938 durante la dictadura de Rafael Leónidas Trujillo que se hicieron los primeros esfuerzos en la Prov. Bahoruco para desarrollar el cultivo. Para esto se trajo al Señor José Santo, en donde el mismo empoderó a los cultivadores de uva de ese entonces, donde se introdujeron variedades como: Aramón, Málaga, Cabernet, entre otras.
En el 1957 Trujillo contrata, vía la Organización de las Naciones Unidas para la Alimentación (FAO), al Dr. Manuel Telles de Vasconcellos, de nacionalidad portuguesa para dirigir las investigaciones de adaptación de nuevas variedades, trayéndose otras 57 con las que se comprobó la potencialidad de este cultivo en el Valle de Neyba.
Durante los inicios de la década de 1960, es cuando el cultivo se populariza en la población y la uva era sembrada de forma ornamental más que comercial, ya que la forma de siembra (Enramada) facilitaba esta condición, fruto del alto follaje de las plantas, favorecidas por las condiciones climáticas y de suelo.
En el 1967 la Embajada de Israel apoya de manera directa el cultivo de la uva en la Provincia Bahoruco, en donde su Embajador realizó una visita a la provincia para observar el proceso. 
Durante el penúltimo año de gobierno del Dr. Balaguer (1977), este prohibió la importación de uva, para proteger e incentivar este naciente sector.
La etapa cumbre en el cultivo de la uva, en donde el tareaje fue más alto, es a principios del 90, en esta fecha los agricultores eliminaron otros cultivos (plátano, yuca, limón, etc.) para sembrar uvas. Para estas medidas no se realizaron ningún diagnóstico y las pérdidas fueron inmensas.
Fruto de estas experiencias, llega el Proyecto FIDA III (Fondo Internacional para el Desarrollo Agrícola) se contrata un enólogo y especialista en producción de una, el Español Mariano López Arias, el cual estuvo en tres ocasiones en el país en labores de capacitación a productores, tanto en el vino como en la uva. Es en esta fecha es cuando se implementa el uso de alambre para construir las enramadas, que antes era todo en madera.
El momento cumbre de este importante sector en la Región y el país, es la creación del Instituto Nacional de la Uva, mediante la Ley 27-98 del 16 de enero de 1998, siendo una institución descentralizada con asiento en Neyba.
Durante esta etapa y en la actualidad se cultivan de forma experimental: La Tempranillo, Cabernet, Primitivo, Frech Colombar, Michelle Patiere, Alfonso Lavalle, Cardinal, Moscazo de Hamburgo, Aramóns Importada, Sultanina, Italia, etc.
En la actualidad existen 119 productores y los mismos cultivan unas 2500 tareas, cuya producción es de 40 000 quintales por año, donde el 85 por ciento se destina al consumo y el 15 restante para la elaboración de vino. La variedad cultivada es la Aramón Criolla, siendo la misma una mutación de la vid y que esta variedad no es de mesa y mucho menos de vino. Solo existe en República Dominicana.
La gran paradoja, es que antes de existir el Instituto Nacional de la UVA, existían mayor cantidad de productores dedicados al cultivo de la uva y una zona de mayor cultivo. Hoy 15 años en lo adelante, son menos los productores y la cantidad de tareas dedicadas al cultivo.
Los municipios dedicados a la siembra son: Neyba, Galván, Los Ríos y la sección de Plaza Cacique (La Colonia). Los productores en la actualidad promedian unas 10 tareas (pp) y se benefician directa e indirectamente más de 500 familias.
El establecimiento del Cluster de la Uva, en donde forman parte del mismo: la Cooperativa de Vitivinicultores del Valle de Neiba (COOPEVINE), VINEYBA, entre otras instituciones. La creación del Cluster de la Uva, contempló la realización de un estudio de línea base, de donde salió la necesidad de introducir una variedad de uva de mesa. 
Fue así como en 2016 se plantaron 4400 matas de una nueva variedad de uva denominada “Red Globe” o Globo Rojo, procedente de Perú.
La producción es de 35 a 40 mil quintales de uvas por año, realizándose dos cosechas al año, junio-julio y noviembre-diciembre.

## Demografía
Según el Censo Nacional de Población y Vivienda realizado en el año 2010, cuenta con un total de 40 786 viviendas de un total de 40 785 habitantes, de donde 17 488 son femeninos y 19 023 son masculinos.
Su densidad habitacional es de 11,590 hab./km² y su porcentaje de población rural es de 56,86 %.

## Hidrografía
Sus principales ríos y arroyos son: Las Marías, Río Panzo, Don Juan y El Manguito. Algunos de los cuales, por la gran agresión a la naturaleza, han disminuido su cauce y otros han desaparecido, como es el caso de, entre otros, La Higuera y la Llantica (Cachón Séquito, Cachón Grande). Esto ha mermado considerablemente la actividad agropecuaria tradicional.

## Festividades
- Fiestas patronales de San Bartolomé Apóstol, el 24 de agosto.
- Carnavales.
- Feria Municipal del Libro y la Cultura de Neyba.
- Feria de la uva.

## Religión
Aparte de la religión cristiana, mayoritaria en el municipio, se han extendido progresivamente otras religiones:
Congregación Mita en Aaron, Mormones, Testigos de Jehová, Adventistas, Torre Fuerte, Menonita, Pentecostés, Iglesia de Cristo, entre otras; también la brujería y la superchería rinden cultos a los Santos con noches de velas, toques de palos...

## Deportes
Los deportes que se practican en el municipio son: béisbol, softbol, básquetbol, voleibol, fútbol, balonmano, ajedrez, dominó, Tenis de Mesa, entre otros. Existen también clubes deportivos y Ligas de Béisbol como son Club Barroca, Club Los Taínos dedicados a las prácticas de Baloncesto, Liga de Béisbol Chiochi Inc. Liga Deportiva Sena, Liga Florian, y Liga Encarnacion dedicadas a las prácticas del béisbol 

## Economía
Para dar apoyo a la economía agropecuaria, se han establecido Organismos Estatales de Apoyo, como son: Consejo de Desarrollo Dominicano, CODOCAFE, INUVA, PROPESUR, Desarrollo Fronterizo, Vitivinicultores, Distrito de Riego de la Hoya del Lago Enriquillo, Agricultura, Banco Agrícola de la República Dominicana, PROMIP1ME. BANCO ADEMI, COOPACRENE, COOPASPANZO entre otras.

### Agricultura
Los cultivos más importantes del municipio son: el café y la uva. El municipio de Neiba fue el primero en exportar café hacia mercados alternativos de Europa, y para la industrialización de la uva se construye una fábrica para la elaboración de vinos, mosto, alcohol y mermelada, con la asesoría del Gobierno de Italia y de España.
La uva llega al continente Americano en el segundo viaje de Cristóbal Colón. Siendo introducida en Neiba. Las primeras plántulas de café, fueron introducidas en 1735 desde Haití. 
La uva de mesa: Red Globe o Globo Rojo, es la innovación del momento, a partir de la instalación del Cluster de la Uva.
Aparte se cultiva de manera minoritaria plátano, mango, habichuelas, la chinola, miel,  gandúles, molondones...

### Ganadería
El sector ganadero se dedica sobre todo al ganado caprino y bovino. 

### Servicios
Otro aspecto considerado como actividad económica importante, es la presencia de Bancos Comerciales y otras instituciones de financiamiento de proyectos productivos, como son: Banco ADEMI, Váter, Promipyme, Banco de Reservas, Asociación Barahona de Ahorros y Préstamos, Banco Agrícola, Banco de las Américas (Bancamerica), COOPACRENE, etc.

### Transportes
Otra de las actividades económicas es el monto-concho (servicio de transporte local).

### Turismo
Hoy día el municipio cuenta con la Ruta Cultural de la Uva y el Vino de Neiba, ruta diseñada mediante un proyecto de la Fundación Sur Adelante, presentado en la 2.ª Convocatoria de Proyectos Culturales del Ministerio de Cultura celebrada en el 2015.[cita requerida]